# Song to a Seagull
Song to a Seagull er Joni Mitchells debutalbum fra 1968. Albummet indeholder ti sange i folkrock-genren, alle skrevet af Mitchell selv. Albummet består af to dele, svarende til de to sider på den oprindelige lp-udgave, og de to dele bærer overskrifterne "I Came to the City" og "Out of the City and Down to the Seaside". Albummet var i første omgang selvbetitlet, men ved andet oplag fik det den nuværende titel.

## Optakt
Joni Mitchell havde siden omkring 1965 skabt sig et godt rygte på de små folkemusikscener i det nordøstlige USA, både som udøvende musiker og som sangskriver med sange til sig selv og andre musikere, og hun havde en ganske pæn samling selvskrevne sange på repertoiret. Hendes manager, Elliot Roberts, havde i nogen tid forgæves søgt at skaffe hende en pladekontrakt hos New York-selskaberne. I slutningen af oktober 1967 havde hun fået et engagement på klub i Miami, Florida, og her så den tidligere The Byrds-musiker David Crosby hende optræde. Han blev øjeblikkeligt betaget af både Mitchells musik og Mitchell selv, og snart begyndte de to at komme fast sammen.
Med Crosbys anbefaling tog Roberts nu til Warner Bros. Records i Los Angeles, og denne gang lykkedes det ham at få en kontrakt, der oven i købet gav Mitchell en udstrakt grad af kreativ kontrol over indspilningsprocessen. Efterfølgende flyttede hun sammen med Crosby til Los Angeles omkring årsskiftet 1967-68.

## Indspilning
Til albummet valgte Mitchell bevidst at indspille sange, som ikke allerede var indspillet af andre musikere. Derfor kom sange som "Chelsea Morning" og "Both Sides, Now" ikke med på debutalbummet.
Indspilningen af sangene til albummet fandt sted i de første uger af 1968. David Crosby fungerede som producer for albummet, men i praksis havde Mitchell selv meget stor indflydelse på resultatet, hvilket var ganske usædvanligt for en debutant. 
Mitchell insisterede på at lave et akustisk album med en intim stemning, og derfor er alle numrene, på nær "Night in the City", hvor Stephen Stills spiller bas, indspillet med blot hendes sang og eget akkompagnement på enten guitar eller klaver. Sangene er ofte indspillet med overdubbing.
Efter den første miksning af sangene opdagede Crosby en svag summen i baggrunden af lydbilledet, og han fik lydteknikeren John Haeny til at redde indspilningen.

## Sange
| Del 1: "I Came to the City" 1. "I Had a King" – 3:37 Sangen beskriver Mitchells samliv med Chuck Mitchell, som hun var gift med juni 1965 til begyndelsen af 1967. Sangen handler om, hvordan det gik galt. 2. "Michael from Mountains" – 3:41 Sangens Michael er Michael Durbin, en musiker Mitchell havde en kort affære med i 1966. Den fortæller bittersødt om et nyforelsket pars slentretur gennem en by, hvor alting er lukket på en regnvåd søndag. 3. "Night in the City" – 2:30 Sangen er en hyldest til Yorkville i Toronto, der ellers på den tid havde et blakket ry i medierne. Mitchell havde selv som ganske ung boet der. Sangen er den eneste på albummet, hvor Mitchell ikke spiller alene; Stephen Stills akkompagnerer på el-bas. 4. "Marcie" – 4:35 Beskriver livet for en ung kvinde (Joni Mitchell selv) på Manhattan. 5. "Nathan La Franeer" – 3:18 Endnu en sang om Mitchells liv på Manhattan. | Del 2: "Out of the City and Down to the Seaside" 1. "Sisotowbell Lane" – 4:05 Sisotowbell er et stednavn opfundet af Mitchell. Hun har selv fortalt om, at hun var ved at skrive en mytologi på det tidspunkt, og nogle af navnene heri opstod som akronymer af små sætninger. Sisotowbell stod således for "Somehow, in spite of troubles, ours will be ever lasting love". 2. "The Dawntreader" – 5:04 Sangen handler om Mitchells nye forhold til David Crosby. 3. "The Pirate of Penance" – 2:44 Sangen, der åbenlyst er et ordspil på Gilbert og Sullivans The Pirates of Penzance, er udformet som en dialog mellem Penance Crane og en danserinde. 4. "Song to a Seagull" – 3:51 Inspireret af opholdet i Miami beskriver Mitchell mågerne og kobler sine drømme til deres frihed. 5. "Cactus Tree" – 4:35 Sangen er en sang om kvindefrigørelse fra en tid, hvor kvinderne fik større frihed, men måske havde lidt svært ved at finde ud af, hvad de skulle bruge den til med den gentagne linje "she's so busy being free". |

## Musikere
- Joni Mitchell: Guitar, piano, sang
- Stephen Stills: Bas på "Night in the City"

## Cover
Det originale cover er skabt af Joni Mitchell selv og omfatter både for- og bagside af coveret i ét samlet udtryk. Forpå ses til højre en enkel skitse af et skib – David Crosbys skib, hvor Mitchell først boede sammen med ham – og ovenover ses albummets titel dannet af flyvende måger.
Længere mod venstre samt videre om på bagsiden ser man en række spraglede blomster samt et par kaktusser, primært holdt i farverne orange, grønt og gult; en lille gås ses også blandt vegetationen. Øverst til venstre ses en lille kugle, hvorpå er projiceret et miniaturefotografi af Mitchell med en guitar på en gade. Et lignende billede findes i en større udgave på det originale albums bagside, og her ser man mere klart Mitchell med guitarkasse og anden oppakning, mens hun holder en paraply.
Med sit eget coverdesign lagde Joni Mitchell grunden til en tradition, som hun har ført videre og brugt på langt de fleste af sine albums siden.